# Déchet
Un déchet est un objet en fin de vie ou une substance ayant subi une altération physique ou chimique, qui ne présente alors plus d'utilité ou est destiné à l'élimination. Le mot vient de l'ancien français déchiet ou déchié, soit « la quantité perdue dans l'usage d'un produit », ce qui en reste après son utilisation.
Le déchet est de plus en plus considéré, au début du XXIe siècle, comme un héritage problématique de la révolution industrielle et de l'urbanisation. Les possibilités d'élimination montrent leurs limites et l'accent est davantage mis sur la réutilisation et le recyclage. On parle parfois de « recyclat » quand il y a réutilisation de ces « matières premières secondaires ».
Dans le monde, en 2015, sept à dix milliards de tonnes de déchets urbains ont été produites. Selon le PNUE, en Asie-Pacifique, 90 % des déchets solides urbains finissent en décharge sauvage et ils sont une des premières sources de maladies. À Bombay, plus de 12 % des déchets solides urbains sont brûlés en pleine ville ou en dépotoirs, polluant gravement l'air et le sol. Dans le monde, 64 millions de personnes subissent la pollution de cinquante des plus grandes décharges ; en Europe, la quantité de déchets continue à croître et les experts estiment que le volume de déchets urbains pourrait encore doubler en Asie et Afrique en 15 à 20 ans. 99 % des ressources prélevées dans la nature sont reléguées au rang de déchet en moins de 42 jours. D'autres déchets sont abandonnés dans la rue ou dans la nature.

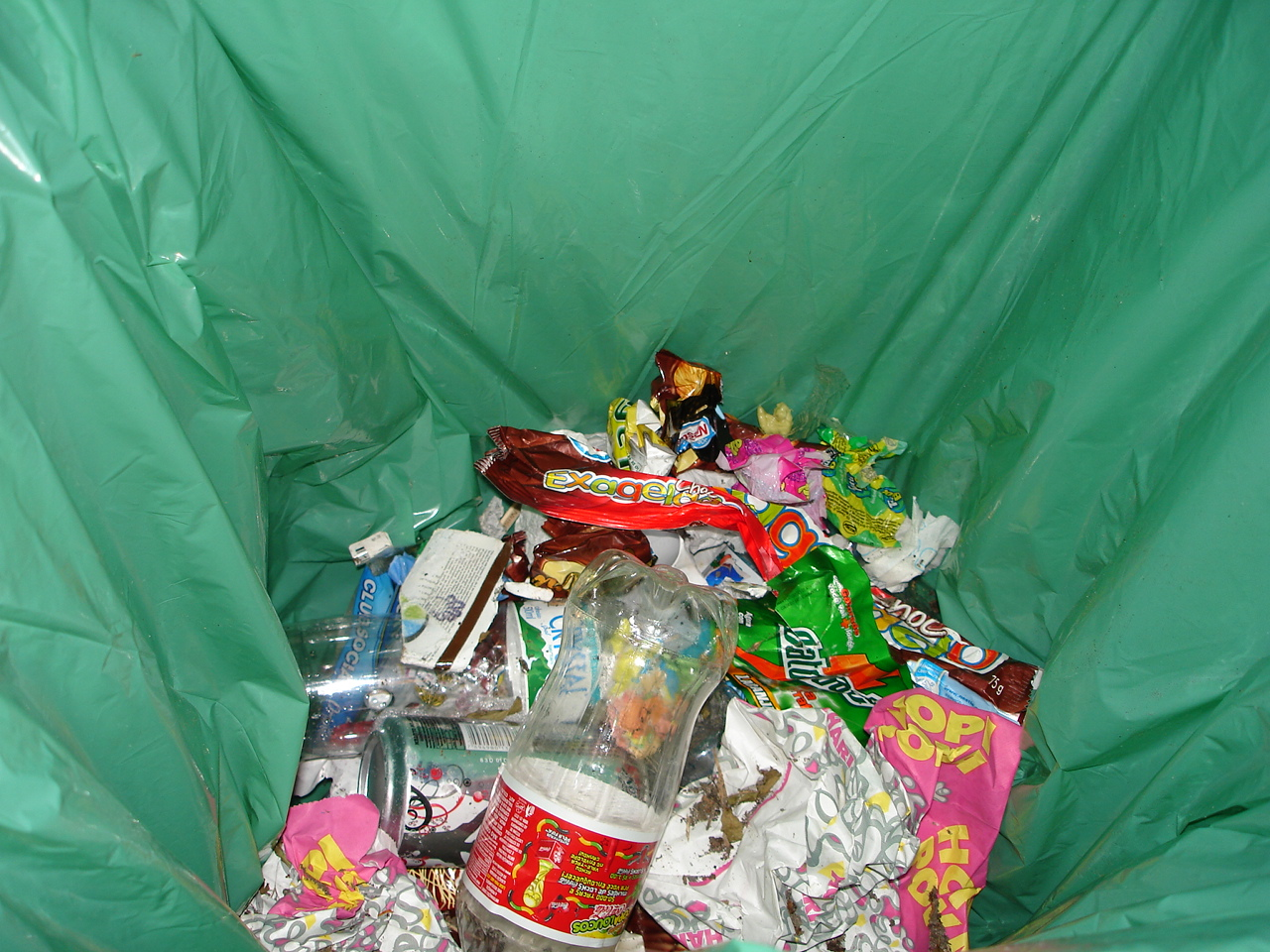
Déchets dans un sac poubelle. Pour faciliter leur recyclage, la bouteille en plastique en PET et la canette en aluminium auraient pu être jetées dans deux bacs spécifiques.

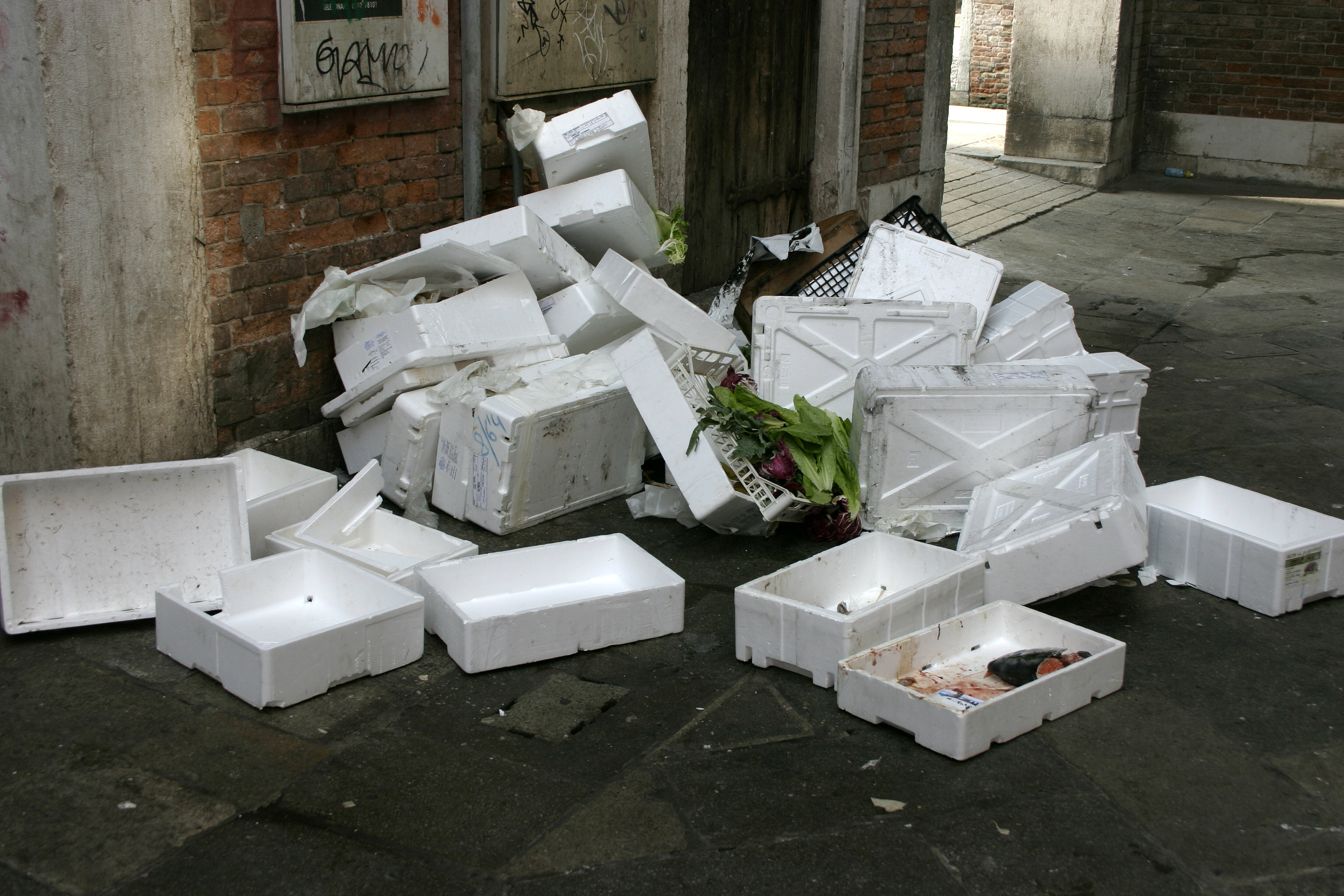
Certains déchets comme le polystyrène expansé, souvent souillés, ne sont en pratique pas recyclés. Ils prennent beaucoup de place pour un faible poids et leur brûlage sauvage est très polluant.

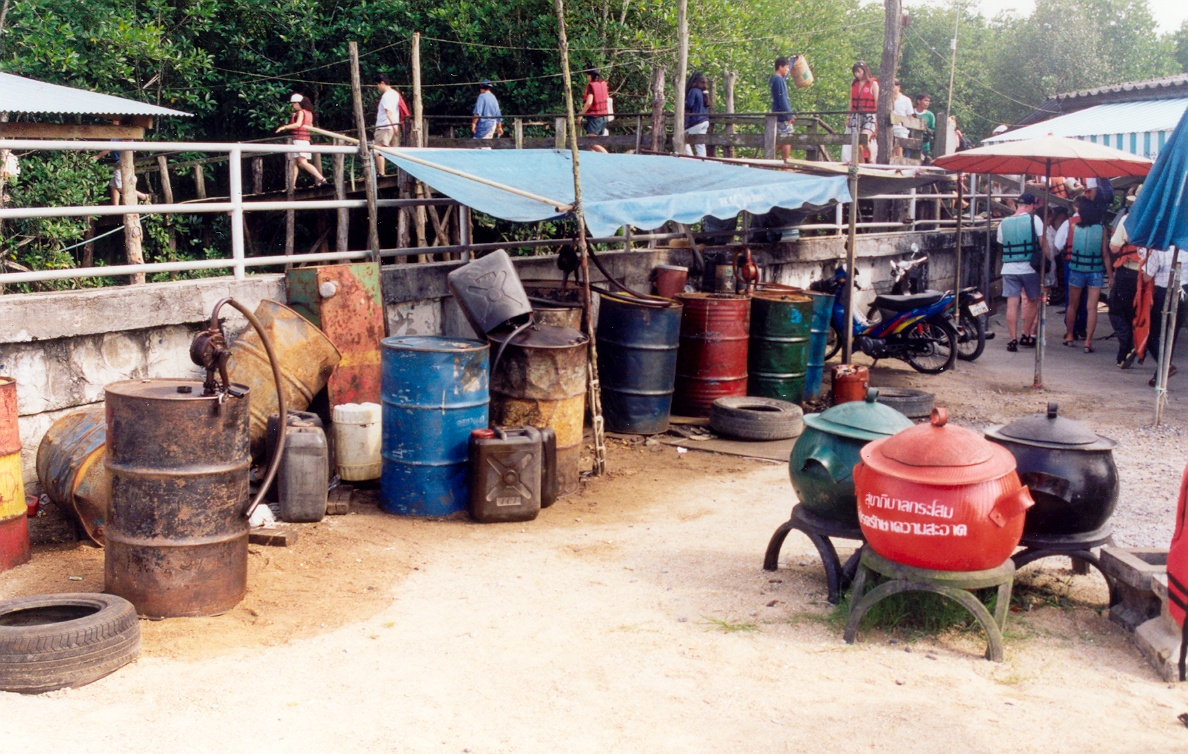
Les huiles-moteur, très polluantes, sont jetées, recyclées ou incinérées, souvent dans de mauvaises conditions (ici un centre de tri, en Thaïlande).

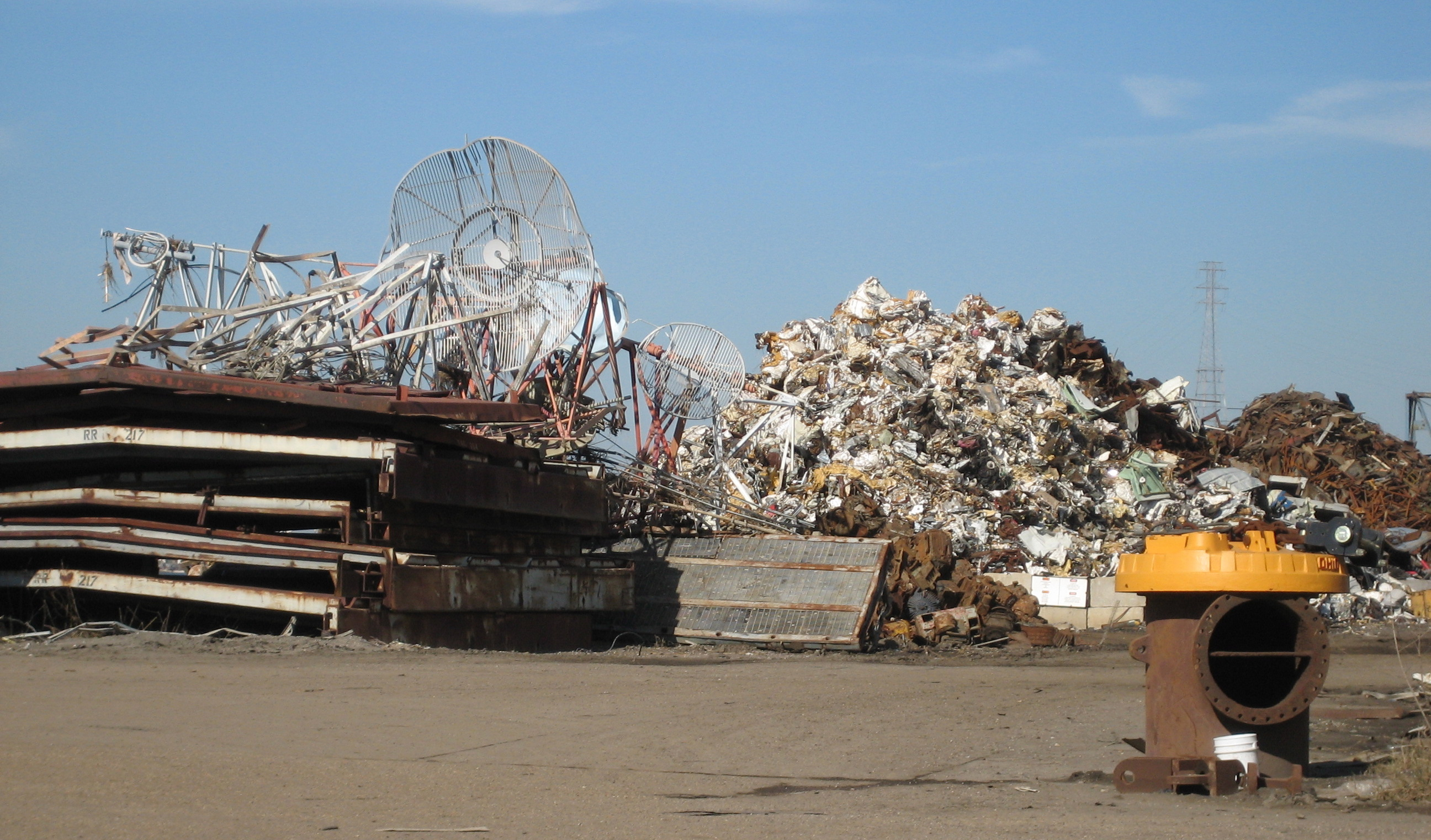
Les cyclones tropicaux, tsunamis ou autres catastrophes naturelles génèrent des afflux brutaux de déchets qui déstabilisent parfois les filières.

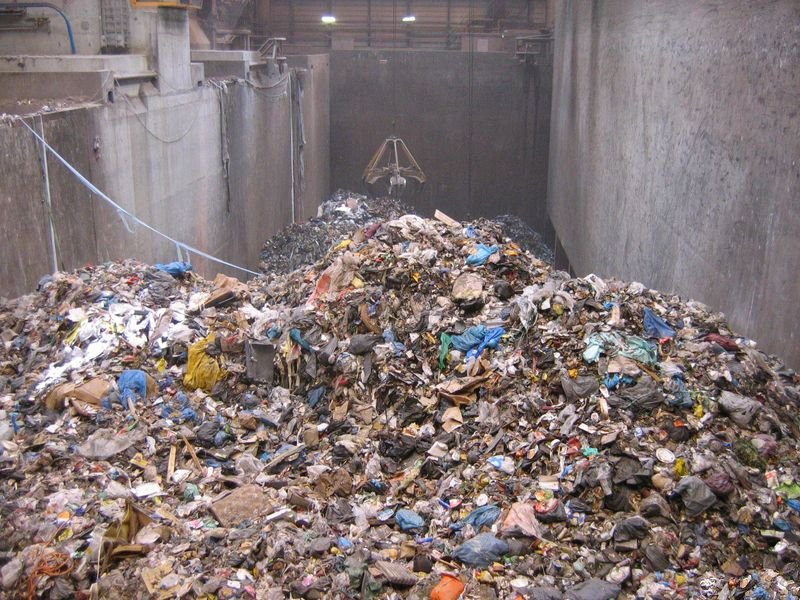
La gestion des déchets ménagers est de plus en plus centralisée, avec des approches variées privilégiant le tri sélectif ou l'incinération ou la mise en décharge, selon les régions. La part du recyclage ne cesse de croître.

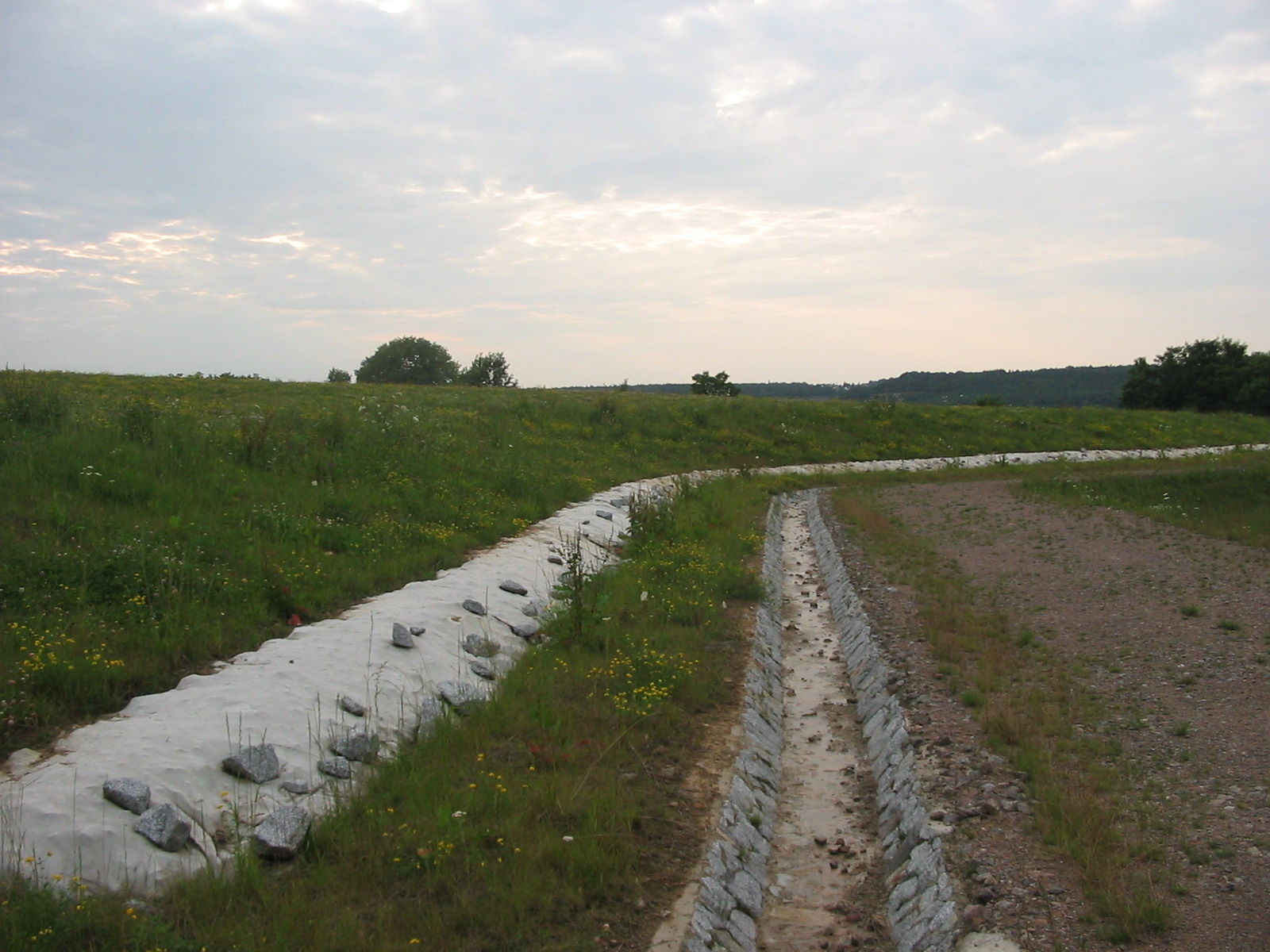
La plupart des anciennes décharges devraient être suivies, car la méthanisation et le risque éventuel de pollution perdureront.

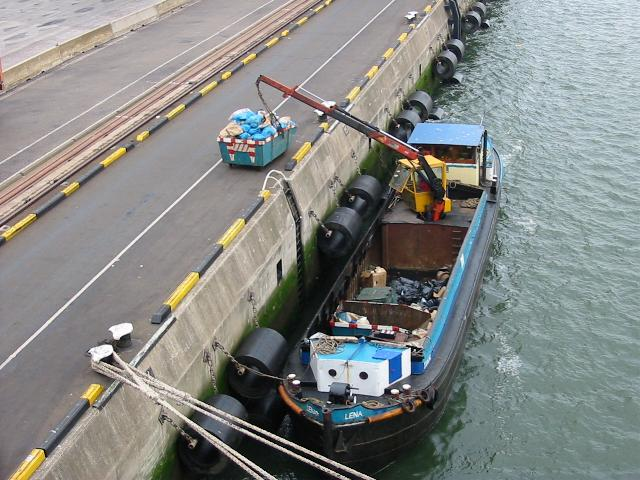
Le transport des déchets génère de plus en plus de dioxyde de carbone. C'est aussi un des enjeux du développement durable. Le transport fluvial, très économique, est une alternative qui se développe localement.

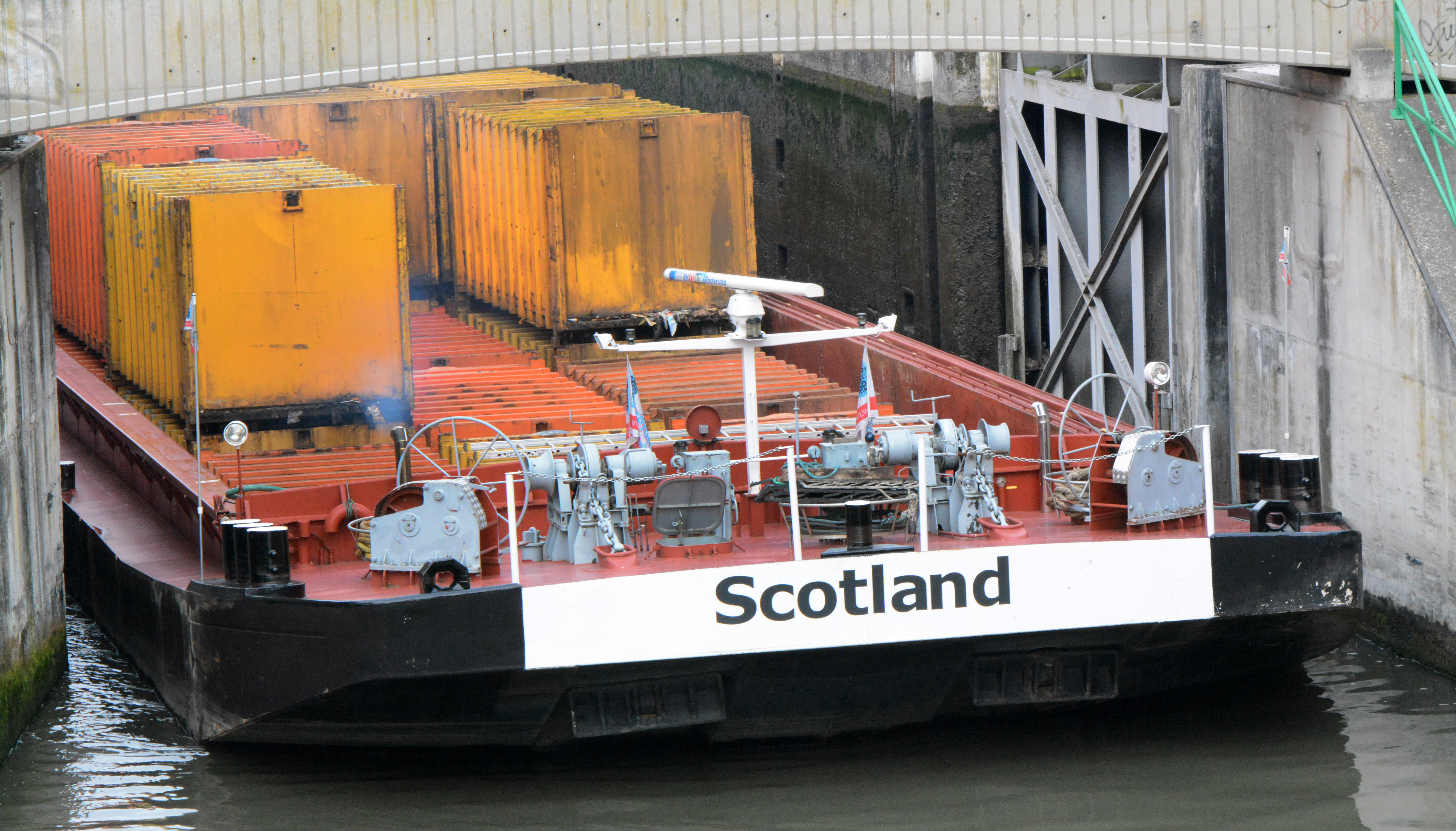
Transport quotidien de déchets en containers superposés sur deux niveaux (ici la Deûle canalisée à Lille, dans le nord de la France).

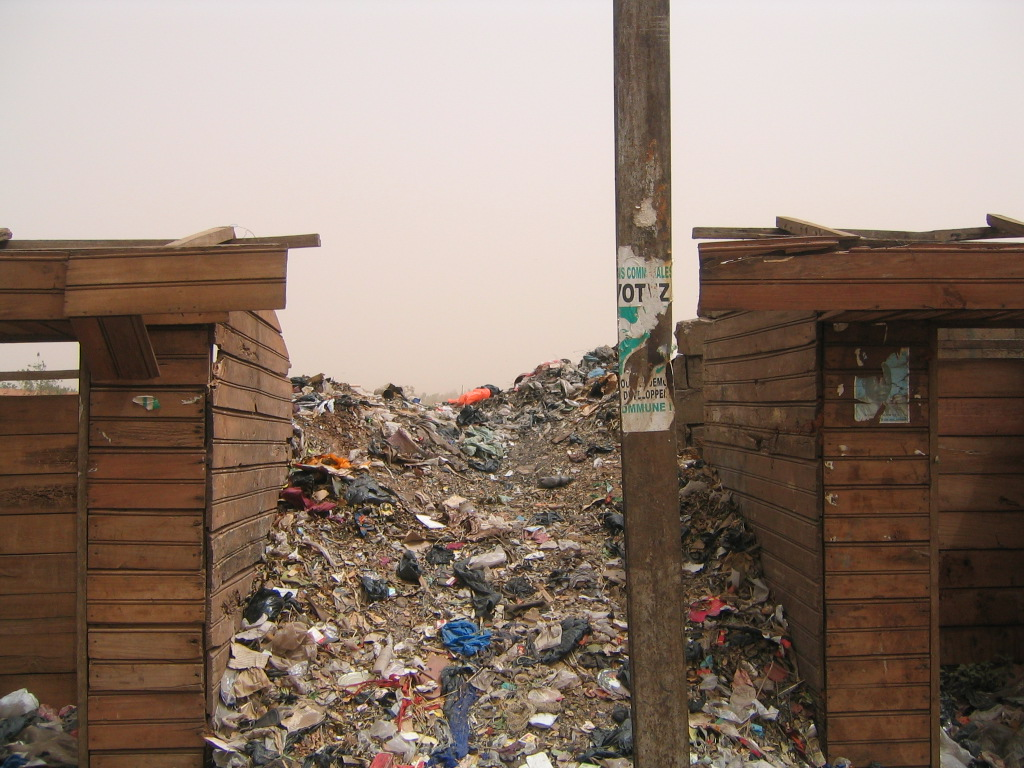
Amoncellement en bordure de rue à Bamako (Mali).

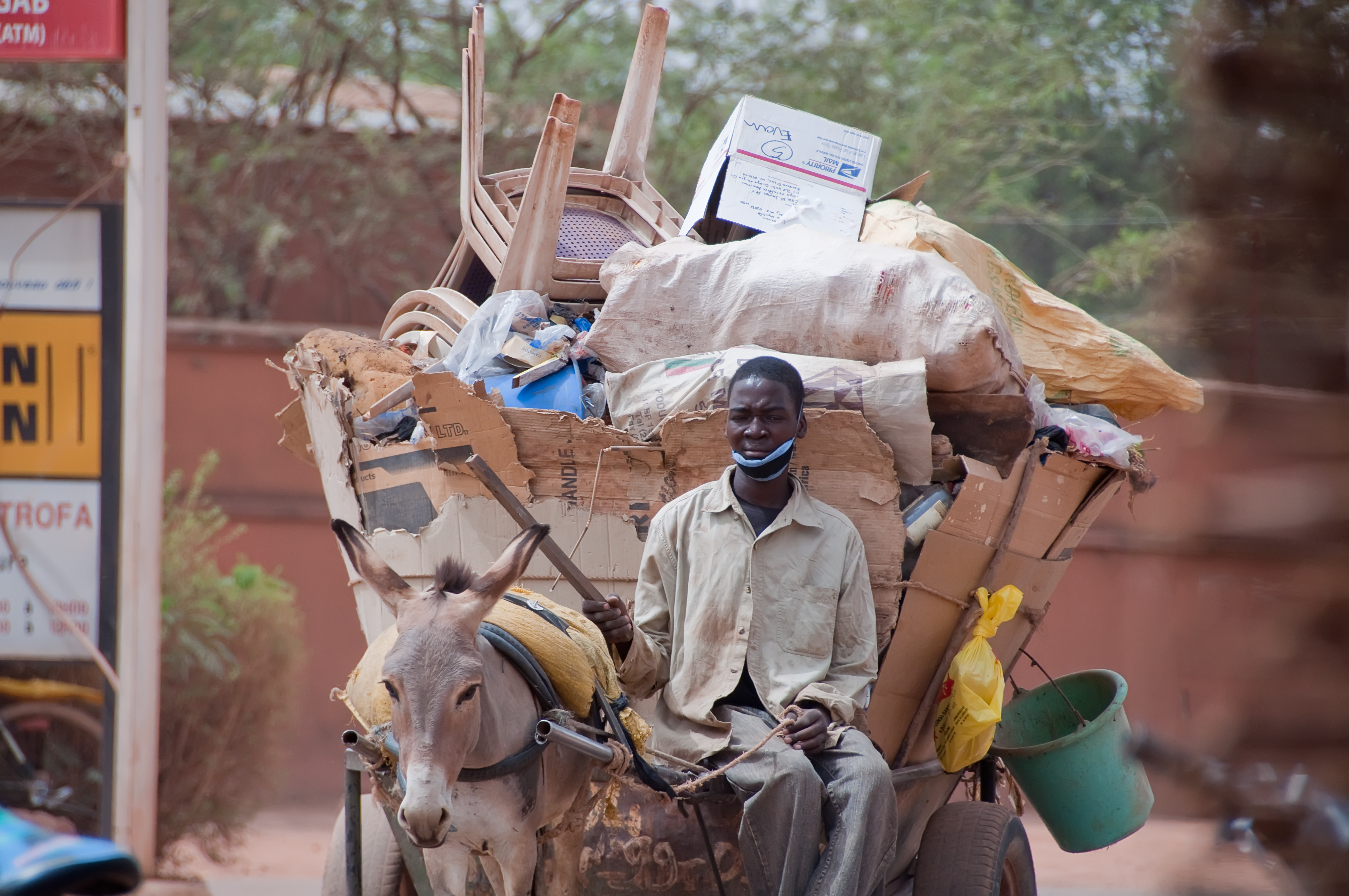
Déchets transportés par une charrette à Ouagadougou (Burkina Faso).

## Histoire
« Dechoit » ou, suivant la prononciation normande, « dechet », ancien participe du verbe déchoir : « ce qui est tombé, perdu » (Littré, 1873), le mot déchet (« empiranc« » est un synonyme) décrit anciennement la diminution d'une chose « ou en elle-mesme, ou en sa valeur ». Le dechet d'or ou d'argent ou autre chose, qui se fait en les refondant, ou en usant et maniant[pas clair]. « Déchets » se dit de ce qui tombe d'une matière qu'on travaille . L'étymologie de « waste », mot en anglais pour « déchet », est la même que pour « gâter » (gast), qui signifie « endommager, mettre en mauvais état, détériorer, donner une mauvaise forme ». « Déchet » ne prend son sens actuel, par exemple de partie d'une matière, « n'ayant aucune valeur et entraînant fréquemment des coûts d'élimination », qu'à la révolution l'industrielle.
Les hommes préhistoriques dispersaient leurs déchets dans la nature. Produits en petites quantités, essentiellement composés des restes de nourriture, ceux-ci se décomposaient selon le cycle naturel.
Les déchets sont devenus un problème avec le développement des villes, où les ordures s'entassent sur la voie publique (on parle alors plutôt de boue) et quand ils sont devenus toxiques et/ou moins dégradables.

## Classification générale
On distingue principalement deux types de déchets : les déchets dangereux et les déchets non dangereux. Il est également possible selon l'Ademe en France, de classer les déchets selon leur origine (ménages, services publics…).
Parmi les déchets non dangereux, on trouve généralement :
- les déchets biodégradables ou compostables (résidus verts, boues d'épuration des eaux, restes alimentaires…), parfois dits biodéchets, qui s'assimilent en première approche à une partie de la biomasse. Ces déchets peuvent être dégradés par les bactéries, champignons et autres micro-organismes et/ou par des réactions chimiques (oxydation, minéralisation). S'ils n'étaient pas contaminés (par des métaux et métalloïdes ou radionucléides par exemple), ils laissent des produits de dégradation identiques ou proches de ceux qu'on peut trouver dans la nature. Selon leur origine, le produit de dégradation peut cependant être contaminés par des résidus de pesticides, de métaux, dioxines, médicaments, perturbateurs endocriniens, etc. Ils peuvent être valorisés énergétiquement (bioénergie, biocarburants) ou revalorisés par le Compostage à fin d'amendements/engrais…) ;
- déchets pouvant être réutilisés : (matériaux de construction, métaux, matières plastiques) : ces matériaux peuvent être réutilisés tels quels (via des recycleries ou ressourceries) dans d'autres domaines ou recyclés : par exemple, les métaux sont refondus et réintégrés dans de nouvelles pièces, les plastiques sont hachés et servent de rembourrage ou de combustible…

Les déchets dangereux (parfois détruits, parfois enfouis ou recyclés) comprennent :
- les déchets ultimes qui « ne sont plus susceptibles d'être traités dans les conditions techniques et économiques du moment. » Eux seuls devraient encore pouvoir être mis en décharge (depuis le 1er juillet 2002 en France), après inertage le cas échéant, pour les plus dangereux ;
- Les déchets spéciaux et déchets industriels dangereux (DID) anciennement appelés déchets industriels spéciaux (DIS), à la différence du déchet banal peuvent entrer dans la catégorie des déchets dangereux, dont font partie les déchets toxiques et les déchets radioactifs qui doivent faire l'objet d'un traitement tout à fait particulier en raison de leur nocivité particulière liée à la radioactivité. Parmi les déchets nucléaires, on distingue les déchets radioactifs ultimes qui « ne sont plus susceptibles d'être traités dans les conditions techniques et économiques du moment ». On les classe aussi selon leur durée de d'activité radioactive[11].

### Cas particuliers
Ils nécessitent un traitement particulier. Ce sont par exemple les :
- déchets hospitaliers et déchets vétérinaires (déchets d’activités de soins à risques infectieux et assimilés DASRIA) ;
- déchets agricoles ;
- déchets militaires ;
- déchets électroniques, informatiques électriques et de bureaux piles et batteries, toners, dont déchets électroniques (DEEE) faisant l'objet d'une filière particulière en Europe, etc. ;
- déchets VHU (véhicules hors d'usage), dont les batteries.

Les déchets du bâtiment et de la construction (avec ceux d'une démolition préalable parfois) sont générés localement et durant un temps relativement court. Ils varient selon les matériaux employés. Depuis le XIXe siècle, leur quantité augmente, et ils sont pour partie non biodégradable ou toxiques pour l'environnement. Leur tonnage peut être fortement réduits par la préfabrication. En France en 2015 ce sont « 39,2 millions de tonnes qui ont été collectées en 2015, soit un million de tonnes de plus qu'en 2014. Ces volumes en hausse de +2,6 % montrent que la collecte progresse significativement contrairement à l'activité du bâtiment (−3 %) (…) 25,4 millions de tonnes provenant de démolitions/déconstructions, 11,3 Mt provenant de réhabilitations/entretiens, et 2,3 Mt provenant de la construction neuve ». La construction compte pour 6 % du total, ce sont la démolition et la rénovation qui produisent 94 % de ces déchets, qui selon Recylum le projet Démoclès (2014-2015) a montré qu'ils pourraient être mieux valorisés (jusqu'à 80 % d'entre eux, sans surcoût). 2 % de ces déchets sont classés dangereux. En 2015, c'est la région Île-de-France qui en produisait le plus (9,5 Mt/an, soit 24 % du total pour la France).
La part des polymères a beaucoup augmenté depuis l'après-Guerre ; Selon la 1re étude européenne a porté en 2012 sur le cas des déchets plastiques du bâtiment, en 2010, sur 9,54 millions de tonnes de plastiques utilisés dans le secteur de la construction, 20 % auraient été recyclés parmi 56,2 % dits « valorisés » (incinération avec récupération d'énergie ou recyclage…), c'est 4 % de plus qu'en 2009, mais toujours avec de grandes différences selon les pays (96 % en Allemagne, alors qu'en Italie et Espagne, environ 80 % de ces déchets finissent en décharge). L'industrie française du bâtiment recycle 16,1 % de ses déchets plastiques et en incinère 43,2 %, le reste partant en décharge. En 2010, la France aurait produit 155 000 t/an de déchets plastiques (contre 355 000 t en Allemagne). Selon l'industrie, 25 000 tonnes ont été recyclées, 68 000 t incinérées et 62 000 t enfouies. Parmi les plastiques, seuls les emballages dotés de la mention PETE ou HDPE sont recyclables, en l'état actuel de la technique. L'industrie se plaît à répéter qu'ils peuvent servir à fabriquer des vestes polaires, par exemple. Mais il faut bien savoir que ces dernières ne sauraient être recyclées, car le plastique ne se recycle qu'une seule fois.
Il existe aussi une catégorie de déchets particulièrement difficiles à gérer et à suivre, souvent sans responsable identifié, dits déchets toxiques en quantités dispersées (DTQD).
Les déchets du passé plus ou moins lointain, sans responsables aux yeux de la loi, sont mal pris en compte.
C'est le cas des munitions immergées, des munitions non-explosées, ou encore des gaz à effet de serre émis par les avions, non pris en compte par le protocole de Kyoto.

### Classification en France
Dans le traitement de déchets solides, il y a des caractéristiques très spécifiques aux déchets qui sont déterminantes pour ce traitement :
- composition (type et nombre de fractions différentes) ;
- granulométrie ;
- humidité ;
- présence de particules fines ;
- conditionnement.

## Économie
En 2012, le volume total de déchets produits par l'ensemble des activités économiques et les ménages dans l'Union européenne des 28 s'est élevé à 2 515 millions de tonnes, soit légèrement plus qu'en 2010 et 2008 (2 460 millions de tonnes et 2 427 millions de tonnes), mais moins qu'en 2004. Les chiffres variaient considérablement selon les États membres en ce qui concerne aussi bien le volume de déchets produits que les activités qui ont le plus contribué à leur production.
Dans les États membres de l'UE, la production de déchets, excluant les principaux déchets minéraux, variait, en 2012, d'une moyenne de 620 kg par habitant en Croatie à 8,6 tonnes par habitant en Estonie, où les déchets produits étaient constitués en majorité de déchets de combustion dangereux et de dépôts et résidus chimiques dangereux provenant du raffinage et de l'incinération de schistes bitumeux.
Les déchets dangereux : sur l'ensemble des déchets produits dans l'UE-28 en 2012, 100,7 millions de tonnes (4,0 % de la production totale) étaient classées comme déchets dangereux, soit une moyenne de 200 kg de déchets dangereux par habitant.
En 2012, 2 303 millions de tonnes de déchets ont été traitées (y compris les déchets importés dans l’UE). Près de la moitié (48,3 %) a fait l’objet d’opérations d’élimination autres que l'incinération, principalement de mises en dépôt dans ou sur le sol (par exemple, dans des décharges), mais aussi d’épandages sur le sol ainsi que de rejets dans l'eau. 45,7 % ont fait l’objet d’opérations de valorisation (opérations de recyclage (36,4 %) et de remblayage (9,3 %). Les 6,0 % restants des déchets traités ont été destinés à l'incinération, 4,4 % ayant fait l'objet d'une valorisation énergétique et 1,6 % ayant été incinérés sans récupération d'énergie. D'importantes différences sont constatées dans les États membres. Certains États membres ont des taux de valorisation (à l'exclusion de la valorisation énergétique) très élevés (par exemple la Slovénie, l'Italie, la Belgique, la Pologne et l'Allemagne), tandis que d'autres privilégiaient l'élimination des déchets (par exemple la Bulgarie, la Roumanie, la Grèce et Malte).
Près de la moitié (47,8 %) des déchets dangereux traités dans l'UE-28 en 2012 ont été éliminés. Quelque 10,5 millions de tonnes (13,9 %) de l'ensemble des déchets dangereux ont été incinérés ou utilisés à des fins de valorisation énergétique, et 28,8 millions de tonnes (38,3 %) ont été valorisés.
Dans ceux des pays européens qui étaient membres de l'OCDE, environ 10 000 mouvements transfrontaliers par an étaient enregistrés (portant sur un total de deux millions de tonnes de déchets dangereux).[source insuffisante]
Plus de 55 000 sites contaminés étaient alors connus dans seulement six pays européens, et la surface totale contaminée en Europe représenterait de 47 000 à 95 000 km2, dont de 1 000 à 3 000 km2 étaient (contaminés) par des décharges ou sur les littoraux.

### France
La gestion publique des déchets en France coûte chaque année pas moins de 14 milliards d'euros,.
Afin de connaître la composition des ordures ménagères des français.e.s, l'ADEME a effectué trois campagnes de caractérisation des ordures ménagères résiduelles (campagne nationale MODECOM) en 1993, 2007 et 2017.
En 2017, la masse moyenne d'une poubelle d'ordures ménagères d'un.e français.e est de 254 kg répartit ainsi :
- Déchets putrescibles : 33 % (32 % en 2007)
- Déchets recyclables :
  - Papiers & cartons : 15% (21,5% en 2007)
  - Plastiques : 15% (11% en 2007)
  - Verre et métaux : 9% (16% en 2007)
- Autres déchets :
  - Textiles (dont textiles sanitaires) : 17% (11% en 2007)
  - Autres déchets : 12% (9% en 2007)

Une étude menée en 2014 par l'ADEME indique que pour des foyers français, les déchets alimentaires représentent 32 kg par personne et par an, mais qu'en appliquant des gestes de réduction il était possible de réduire de près de moitié ce gaspillage.
Actuellement en France, chaque habitant produit 390 kg de déchets. Ce chiffre monte à 590 kg si l'on considère les déchets déposés en déchèterie. En tenant compte des déchets industriels (BTP, agriculture, industrie), le chiffre s'élève à 13,8 t par habitant (sans compter les déchets industriels produits dans les autres pays, en Chine par exemple, pour les produits que nous consommons en France).

### Pays émergents

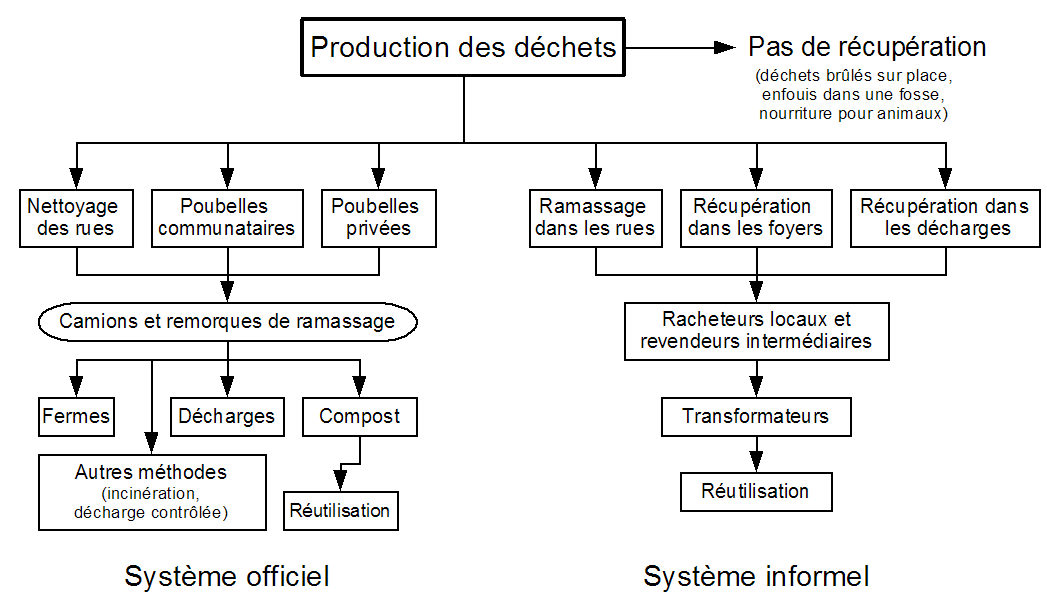
Principes courants de gestion des déchets dans les pays en développement

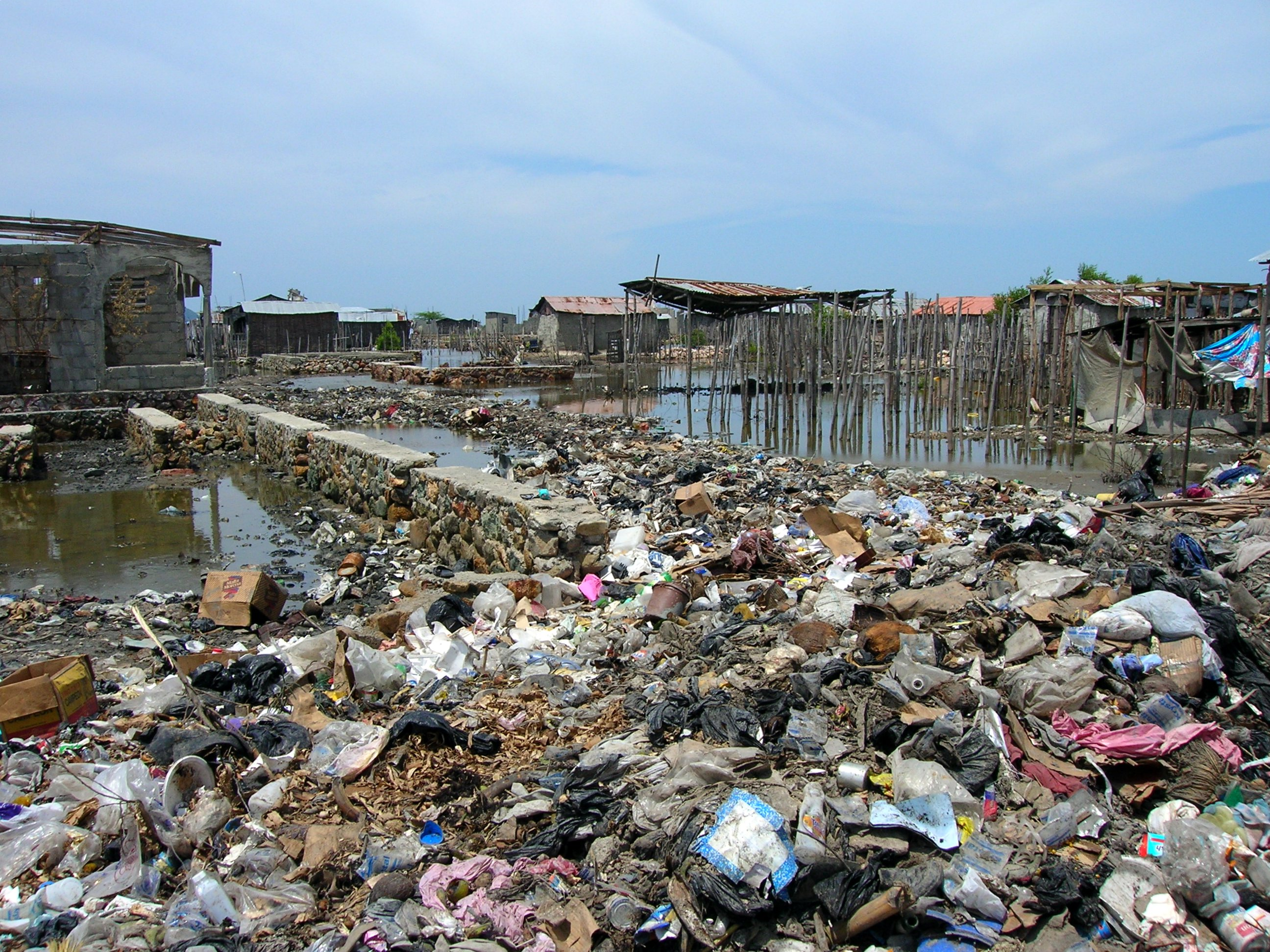
Des banlieues, des bidonvilles ou des routes (ici à Haïti) ont souvent été construits sur des zones humides comblées avec des déchets pour partie fermentescible, avec risques sanitaires, d'effondrement et d'explosion de poches de méthane.

Le phénomène d'exode rural et de périurbanisation y ont fortement accru la difficulté de collecte et de traitement des déchets. La récupération des métaux, fibres ou déchets alimentaires se fait par des gens non formés à la maîtrise des risques afférents aux déchets.
Un autre problème grave est celui de l'exportation vers des pays pauvres de déchets toxiques et/ou dangereux à fins de traitement ou de mise en décharge (thermomètres au mercure en Inde, navires à démanteler, déchets radioactifs ou toxiques, etc.). 
Depuis 2005, la Chine est le pays qui produit le plus de déchets industriels ou municipaux avec 300 millions de tonnes par an.
Le problème de l'exportation des déchets électroniques vers les pays émergents est soulevé depuis déjà quelques années de part et d'autre du Tropique du cancer. Le 22 février 2010, un rapport d'experts publié par le Programme des Nations unies pour l'environnement (PNUE) rappelle une nouvelle fois l'urgence de mettre en place des processus ambitieux, formels et régulés pour le ramassage et la gestion des déchets électroniques.

## Gestion des déchets
Depuis le début du XXIe siècle, en France et dans l’Union européenne, les déchets non ultimes doivent être récupérés en déchèterie, triés par tri sélectif, et traités ou recyclés, éventuellement dans le cadre de démarches d’écomanagement (ISO 14001). Ils peuvent faire l’objet d’une écotaxe. L’écoconception vise théoriquement à réduire en amont le volume et la toxicité des déchets, ou à faciliter leur réutilisation ou recyclage.
Un DUMP est un Déchet urbain migrant et polluant. Par exemple, une canette vide, jetée dans le caniveau. Elle n'est considérée comme un polluant qu'à son entrée dans la mer ou l'océan. Entre-temps, soit personne ne la prend correctement en considération de pollution, soit elle peut être considérée, entre autres, comme une ordure ménagère, un déchet, une incivilité. Pour faire apparaître un problème il faut un mot qui le caractérise et qui permet l'élaboration d'un processus de recherche de solutions. Des associations et organisations non gouvernementales sensibilisent les populations aux comportements écocitoyens permettant d'éviter toute pollution et de favoriser la prise en considération au plus vite des situations existantes de pollution.

### Économie circulaire
Idéalement, les déchets devraient pouvoir être réutilisés comme matières premières pour l'industrie, sans avoir à extraire des ressources naturelles dans l'environnement. C'est le principe de l'économie circulaire, qui est un objectif poursuivi par la plupart des pays développés. La France retient en 2021 11 indicateurs clés pour le suivi de l'économie circulaire.

## Abandon de détritus

### Jet de déchet par les fenêtres
En France, le jet de déchet par les fenêtres est soumis à l'autorisation du responsable des lieux.

« est puni de l’amende prévue pour les contraventions de la 2e classe le fait de déposer, d’abandonner, de jeter ou de déverser, en lieu public ou privé, à l’exception des emplacements désignés à cet effet par l’autorité administrative compétente, des ordures, déchets, déjections, matériaux, liquides insalubres ou tout autre objet de quelque nature qu’il soit »

— article R632-1 du Code pénal

« Hors les cas prévus par les articles R. 635-8 et R. 644-2, est puni de l'amende prévue pour les contraventions de la 3e classe le fait de déposer, d'abandonner, de jeter ou de déverser, en lieu public ou privé, à l'exception des emplacements désignés à cet effet par l'autorité administrative compétente, des ordures, déchets, déjections, matériaux, liquides insalubres ou tout autre objet de quelque nature qu'il soit, y compris en urinant sur la voie publique, si ces faits ne sont pas accomplis par la personne ayant la jouissance du lieu ou avec son autorisation. »

— DÉCRET n°2015-337 du 25 mars 2015 - art. 1 (Article R633-6)

### Jet de déchet par les fenêtres de logements
En France, le jet de détritus par les fenêtres peut être sanctionné lorsqu'il met en danger la vie d'autrui. Le jet de mégots de cigarette par les fenêtres d'habitation en copropriété est un problème du ressort des syndicats de copropriété.

### Jet de déchet par les fenêtres de véhicules
En France, les déchets transportés avec un véhicule peuvent exposer à une amende de 1 500 €, selon l'article R-635-8 du code pénal.
En France, le réseau autoroutier trouve 9 000 tonnes de détritus sur la chaussée de l’autoroute, soit 25 tonnes par jour. En France chaque année, 73 000 tonnes d’ordures ménagères sont abandonnées le long des routes.
En Moselle, sont retrouvés 40 kg d’ordure sur chacun des 3 000 kilomètres du réseau routier. Il s'agit notamment de bouteilles en plastiques, papiers gras, de reste de repas à emporter, ou d'électroménager abandonné.
Parmi les déchets jetés par les fenêtres, on retrouve mégots, emballages, bouteilles en plastiques.
Sur les auto-routes françaises, 67 % des personnes sont conscientes du risque d’incendie que provoque le jet de cigarettes alors que 18% prétendent en être inconscientes.
Sur les auto-routes françaises, 15% des personnes jette des détritus comme des cigarettes ou des chewing-gums par les fenestres des véhicules.
Sur les auto-routes françaises, 35% des personnes jette des déchets divers sur la chaussée, alors que 81% et 76% reconnaissent que cela contribue à dégrader le paysager et à polluer l'environnement.
62% considèrent que le jet de détritus par la fenêtre peut entraîner un accident de la route.
Les motivations du jet de poubelles par les fenêtres de véhicules sont la volonté de ne pas conserver de détritus dans le véhicule, l'absence de poubelle, ou la saturation des poubelles.

## Prévention
Partant du principe que le déchet le plus facile à traiter est celui qui n'a pas été produit, l'écoconception et les stratégies de réduction à la source et de recyclage et/ou de réutilisation (ressourceries) sont des solutions souvent préconisées. Le principe pollueur-payeur tend à s'imposer en Europe, avec pour conséquence l'exigence faite, à tout producteur d'un déchet, de contribuer au traitement de ce dernier en fin de vie. Diverses ONG montrent que la prévention est cependant peu active.
Pour effacer la connotation négative du mot et l'image dévalorisante qu'il véhicule, on parle parfois de « recyclat » quand il y a réutilisation de ces « matières premières secondaires ».

## Définition juridique
La convention de Bâle sur le contrôle des mouvements transfrontaliers de déchets distingue deux catégories de déchets : « les déchets dangereux et d'autres déchets ». Elle retient la définition suivante du déchet :

« On entend par « déchets » des substances ou objets qu'on élimine, qu'on a l'intention d'éliminer ou qu'on est tenu d'éliminer en vertu des dispositions du droit national. »

— art. 2 al. 1
Les déchets dangereux sont alors ceux qui appartiennent à l'une des catégories figurant en annexe du texte. Sont exclus de cette convention les déchets radioactifs et ceux provenant de l'exploitation normale d'un navire,.

### Réglementation européenne

#### Directive 2006/12/CE
La politique européenne de l'environnement se fonde sur l'article 174 du Traité instituant la Communauté européenne et s'inscrit dans la poursuite des objectifs de préservation, « protection et amélioration de la qualité de l'environnement » d'une part, « protection de la santé des personnes » d'autre part, et « utilisation prudente et rationnelle des ressources naturelles ».
L’Union européenne, dans la directive 2006/12/CE effective jusqu'au 12 décembre 2010, définit le déchet comme : « toute substance ou tout objet […], dont le détenteur se défait ou dont il a l’intention ou l’obligation de se défaire » et (pour des raisons pratiques ou parce que ces champ sont couverts par d'autres directives ou règlements européens) exclut de son champ d'application :
- les effluents gazeux émis dans l'atmosphère ;
- les déchets radioactifs ;
- les déchets résultant de la prospection, de l'extraction, du traitement et du stockage de ressources minérales, ainsi que de l'exploitation des carrières
- les cadavres d'animaux et les déchets agricoles suivants : matières fécales et autres substances naturelles et non dangereuses utilisées dans le cadre de l'exploitation agricole ;
- les eaux usées, à l'exception des déchets à l'état liquide ;
- les explosifs déclassés[40].

Dans la synthèse de cette directive, l'Union précise que les exclusions ci-dessus le sont « lorsque ces différents types de déchets sont soumis à une réglementation communautaire spécifique ».
Cette directive, est abrogée le 12 décembre 2010 par la Directive 2008/98/CE, entrée en vigueur le 12 décembre 2008.

#### Directive 2008/98/CE de l'Union européenne
La directive 2008/98/CE de l'Union européenne :
- précise les définitions des notions de base telles que celles de déchets, de valorisation des déchets et d'élimination[43] ;
- renforce les mesures à prendre en matière de prévention des déchets ;
- introduit une approche qui tienne compte de tout le cycle de vie des produits et des matières et pas seulement de la phase où ils sont à l'état de déchet ;
- met l'accent sur la réduction des incidences de la production et de la gestion des déchets sur l'environnement, ce qui permettrait de renforcer la valeur économique des déchets. (…)

et parce qu'« il y a lieu d'encourager la valorisation des déchets et l'utilisation des matériaux de valorisation afin de préserver les ressources naturelles », il a paru nécessaire d'abroger la directive 2006/12/CE et de la remplacer par une nouvelle directive qui « vise à protéger l’environnement et la santé humaine par la prévention des effets nocifs de la production et de la gestion des déchets ».
La directive 2008/98/CE identifie trois espèces de déchets :
- les déchets, ou « toute substance ou tout objet dont le détenteur se défait ou dont il a l'intention ou l'obligation de se défaire » ;
- les déchets dangereux désignant « tout déchet qui présente une ou plusieurs des propriétés dangereuses énumérées à l'annexe III » ;
- les biodéchets : « les déchets biodégradables de jardin ou de parc, les déchets alimentaires ou de cuisine issus des ménages, des restaurants, des traiteurs ou des magasins de vente au détail, ainsi que les déchets comparables provenant des usines de transformation de denrées alimentaires ».

Elle établit deux listes répertoriant les substances exclues de son champ d'application.
La première comprend :
- les effluents gazeux émis dans l'atmosphère ;
- les sols (in situ), y compris les sols pollués non excavés et les bâtiments reliés au sol de manière permanente ;
- les sols non pollués et autres matériaux géologiques naturels excavés au cours d'activités de construction lorsqu'il est certain que les matériaux seront utilisés aux fins de construction dans leur état naturel sur le site même de leur excavation ;
- les déchets radioactifs ;
- les explosifs déclassés ;
- les matières fécales, à condition qu'elles ne relèvent pas du paragraphe 2, point b), la paille et autres matières naturelles non dangereuses issues de l'agriculture ou de la sylviculture et qui sont utilisées dans le cadre de l'exploitation agricole ou sylvicole ou pour la production d'énergie à partir d'une telle biomasse au moyen de procédés ou de méthodes qui ne nuisent pas à l'environnement et ne mettent pas en danger la santé humaine.

Remarque : cette liste d'exclusion comprend un élément explicitement désigné comme un déchet : les déchets radioactifs.
La deuxième comprend :
- les eaux usées ;
- les sous-produits animaux (dont produits transformés couverts par le règlement (CE) no 1774/2002, à l'exception de ceux qui sont destinés à l'incinération, la mise en décharge ou l'utilisation dans une usine de biogaz ou de compostage) ;
- les carcasses d'animaux morts autrement que par abattage, y compris les animaux mis à mort pour éradiquer une épizootie, et qui ont été éliminées conformément au règlement (CE) no 1774/2002 ;
- les déchets résultant de la prospection, de l'extraction, du traitement et du stockage de ressources minérales, ainsi que de l'exploitation des carrières (ils relèvent de la directive 2006/21/CE du Parlement européen et du Conseil du 15 mars 2006 relative à la gestion des déchets de l'industrie extractive),

et, est-il précisé, s'applique « dans la mesure où ils sont déjà couverts par d'autres dispositions communautaires ».
Elle instaure une « hiérarchie des déchets », qui guide les États membres pour « des mesures pour le traitement de leurs déchets conformément à la hiérarchie suivante qui s’applique par ordre de priorités », mais soumise à l'objectif principal qui est « le meilleur résultat global sur le plan de l'environnement » : prévention ; préparation en vue du réemploi ; recyclage ; autre valorisation, notamment énergétique ; élimination.
Elle reprend et affirme les orientations majeures de la politique de gestion des déchets au sein de l'Europe :
- « principe du pollueur-payeur »[47] ;
- « principes d'autosuffisance et de proximité »[48].

Si elle évoque comme une exigence un « régime de responsabilité élargie des producteurs », elle ne précise pas la teneur de ce régime et note très précisément que « les États membres peuvent prendre des mesures législatives ou non pour que (celui-ci) soit soumis(e) au régime de responsabilité élargie » (pour l'élimination, mais aussi pour la valorisation des déchets).
Enfin, la directive impose aux États membres l'établissement de programmes de « prévention des déchets » (qui pourront ou non être intégrés dans les plans de gestion des déchets) et fixe des objectifs chiffrés de recyclage, de récupération et de valorisation à l'échéance de 2020.
Le producteur d'un déchet en reste responsable, et comme la Cour de cassation et le Conseil d'État en France, la jurisprudence européenne a plusieurs fois, rappelé dont récemment par arrêt du 7 mars 2013 de la Cour de justice de l’Union européenne que la réutilisation d’un déchet ne suffit pas à elle seule à lui faire perdre son caractère de déchet et qu'il convient de bien différencier les notions d'« utilisation » et « réutilisation ».

### Législations nationales

#### France

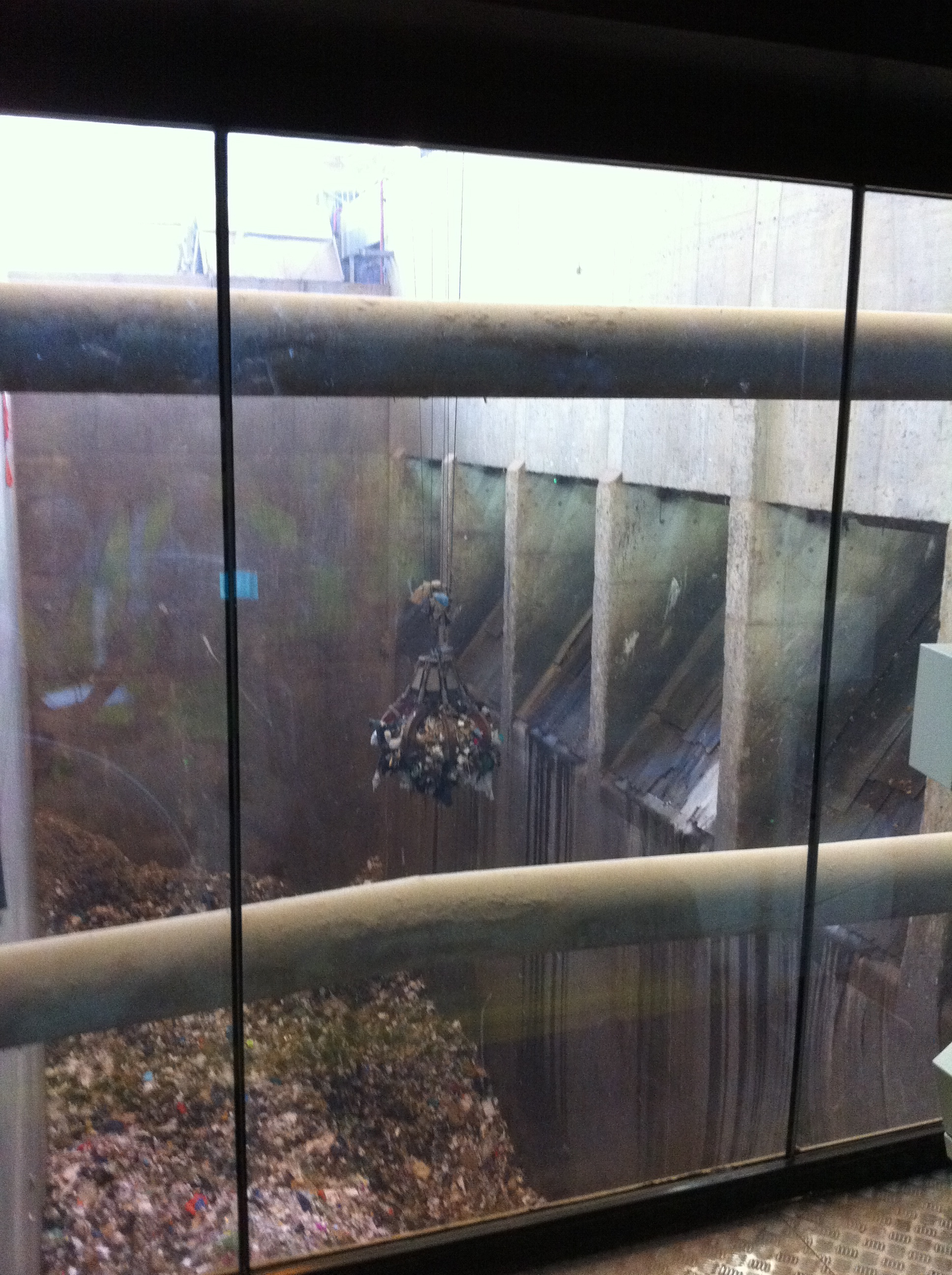
Isséane - Vue du lieu de déversement des ordures ménagères

Le 15 juillet 1975 est énoncée la Directive 75/442/CEE du Conseil relative aux déchets ; la France la transpose en droit national par la loi no 75-633 du 15 juillet 1975 relative à l’élimination des déchets et à la récupération des matériaux.
La loi française distingue trois catégories de déchets : les « déchets », les « déchets ultimes » et les « déchets radioactifs » :

« Est un déchet au sens du présent chapitre toute substance ou tout objet, ou plus généralement tout bien meuble, dont le détenteur se défait ou dont il a l'intention ou l'obligation de se défaire. »

— Code de l'environnement

« Est ultime au sens du présent chapitre un déchet, résultant ou non du traitement d'un déchet, qui n'est plus susceptible d'être traité dans les conditions techniques et économiques du moment, notamment par extraction de la part valorisable ou par réduction de son caractère polluant ou dangereux. »

— Code de l'environnement
Les déchets radioactifs sont exclus du champ des compétences du Conseil national des déchets.
Elle répertorie les déchets en vingt chapitres dans une nomenclature, qui figure à l’annexe II de l’article R541-8 du Code de l’environnement. Les déchets sont classés en fonction de leur provenance (exemple : « Déchets provenant de l'agriculture, de l'horticulture, de l'aquaculture, de la sylviculture, de la chasse et de la pêche ainsi que de la préparation et de la transformation des aliments » ou « Déchets de construction et de démolition (y compris déblais provenant de sites contaminés »). Leur dangerosité potentielle est indiquée par un astérisque.
Elle inclut dans son champ d'application les « Déchets provenant de l'exploration et de l'exploitation des mines et des carrières ainsi que du traitement physique et chimique des minéraux. » (chapitre 01) et les « Déchets provenant des installations de gestion des déchets, des stations d'épuration des eaux usées hors site et de la préparation d'eau destinée à la consommation humaine et d'eau à usage industriel » (chapitre 19), qu'avait exclus, sous condition que ce type de déchets fasse l'objet d'une règlementation spécifique, la Directive européenne 2006/12/CE. On remarque le chapitre 16 : « Déchets non décrits ailleurs dans la liste ».
La directive de novembre 2008 doit être transposée en France avant le 12 décembre 2010 après avis du Conseil d'État, essentiellement par voie d'ordonnance (autorisée par la loi Grenelle I), en priorisant la prévention et une hiérarchie dans les modes de traitement de déchets (avec quatre niveaux : la préparation en vue de la réutilisation, le recyclage, la valorisation et l'élimination). L'incinération peut être ou ne pas être de la valorisation énergétique précise la directive, notamment quand il s'agit d'une simple opération d'élimination (le calcul est fondé sur le rendement de l'incinérateur et donc la quantité d'énergie valorisée). Les notions de recyclage, valorisation et l'élimination sont précisées à nouveau, ainsi que la définition du déchet et d'un « produit » (des déchets peuvent redevenir des produits alors que l'ancienne directive de 1975 ne prévoyait pas cette sortie du statut de déchet). La responsabilité du producteur et du détenteur de déchets est rappelée par la directive : le producteur reste responsable de la gestion du déchet jusqu'à sa valorisation ou son élimination, mais une rupture de responsabilité est prévue pour certains cas (si une installation est transmise à une autre personne par exemple). C'était une possibilité ouverte par la directive mais non retenue par la France dans sa transposition.
La France doit produire un programme de prévention des déchets avant le 12 décembre 2013, éventuellement dans les plans de gestion de déchets départementaux et régionaux (qui devront désormais inclure une partie liée la prévention). Un plan national de prévention, opposable aux décisions des personnes publiques est annoncé, ainsi que d'autres suites au Grenelle de l'environnement. Le déchet ne sera plus classé selon son origine (ménagers, industriels) mais selon sa dangerosité ou son caractère inerte. Avant juillet 2013, des plans départementaux de prévention et de gestion des déchets non dangereux, et des plans régionaux de prévention et de gestion des déchets dangereux, remplaceront les « plans d'élimination des déchets ménagers et assimilés (PEDMA) » et le « plan d'élimination des déchets industriels spéciaux (PREDIS) ». Les capacités d'incinération et de stockage seront limitées à 60 % du total des déchets produits en France. Les autorisations préfectorales de nouvelles installations et de modifications substantielles d'installations existantes devront être compatibles avec ces plans.

##### Collectivités territoriales
Communes et groupements intercommunaux
La responsabilité des déchets ménagers et municipaux relève des collectivités territoriales notamment des communes et ces groupements qui assurent leur collecte et leur élimination. Les déchets issus de la production incombent aux producteurs.
L'article L. 2224-13 du CGCT stipule que « Les communes ou les établissements publics de coopération intercommunale assurent, éventuellement en liaison avec les départements et les régions, la collecte et le traitement des déchets des ménages… ».
- Fractionnement de la compétence

Ce même article autorise le transfert partiel de la compétence « élimination des déchets » :

« Les communes peuvent transférer à un établissement public de coopération intercommunale ou à un syndicat mixte soit l'ensemble de la compétence de collecte et de traitement des déchets des ménages, soit la partie de cette compétence comprenant le traitement, ainsi que les opérations de transport qui s'y rapportent. Les opérations de transport, de transit ou de regroupement qui se situent à la jonction de la collecte et du traitement peuvent être intégrées à l'une ou l'autre de ces deux missions. »

Cette loi a donc interdit les transferts « en étoile » ; seuls sont possibles les transferts « en cascade » : la commune peut transférer à un Établissement public de coopération intercommunale (EPCI) ou à un syndicat mixte soit la seule compétence traitement, soit l’ensemble de la compétence collecte et traitement. L’EPCI qui bénéficie de la totalité de la compétence peut à son tour transférer à un syndicat mixte, soit l’ensemble des compétences, soit uniquement le traitement. Les deux blocs de compétence « collecte » et « traitement » sont donc, l'un et l'autre, globaux et indissociables.
Les régions adoptent, par délibération du conseil régional, un plan régional de prévention et de gestion des déchets (qui se substitue à la planification départementale et à l'ancienne planification régionale sur les déchets dangereux, articles L.541-11 et suivants du Code de l'environnement). À cette planification se substitue, sauf dans certaines régions (Île-de-France, Guadeloupe, Île de La Réunion, les collectivités territoriales de Guyane et de Martinique ainsi que les collectivités territoriales à statut particulier) le Schéma régional d'aménagement, de développement durable et d'égalité des territoires (SRADDET, CGCT, art. L. 4251-1) qui a vocation à intégrer cette planification ainsi que de nombreuses autres thématiques.
Le département jouait un rôle de coordination par la définition et la mise en œuvre d'un plan départemental de prévention et de gestion des déchets non dangereux. Cette planification est désormais régionale. Il peut également participer directement à l'élimination des déchets ménagers par délégation des communes ou Établissement public de coopération intercommunale (EPCI). Les communes peuvent alors leur confier la gestion des déchets ménagers et assimilés pour leur traitement, leur mise en décharge, leur transport ; leur tri ou leur stockage. Avec l'adoption de la loi « NOTRe » no 2015-991, tous les EPCI à fiscalité propre (communautés de communes, d'agglomération, urbaines, métropoles) seront compétentes obligatoirement en matière de déchets ménagers et assimilés. En pratique, elles exerçaient déjà souvent cette compétence, éventuellement en adhérant ensuite à des syndicats mixtes.

#### Suisse
La Suisse est dotée de différentes lois et ordonnances concernant la gestion des déchets.

### Sortie du statut de déchets
L'article 6 de la directive 2008/98/CE permet que certains déchets (substance ou objet) — après avoir subi une opération de valorisation ou de recyclage — puissent redevenir des produits à quatre conditions (conditions cumulatives), :
1. la substance ou l'objet est couramment utilisé à des fins spécifiques ;
2. il existe un marché ou une demande pour une telle substance ou un tel objet ;
3. la substance ou l'objet remplit les exigences techniques aux fins spécifiques et respecte la législation et les normes applicables aux produits, et
4. l'utilisation de la substance ou de l'objet n'aura pas d'effets globaux nocifs pour l'environnement ou la santé humaine.

Un déchet valorisé peut quitter le statut de déchet si son utilisation a un effet plus important sur l'environnement que le produit dont il est issu.